# Luther-Akademie
Die Luther-Akademie (seit 2003 Luther-Akademie Sondershausen-Ratzeburg e. V., kurz LASR) ist ein Verein der evangelischen Kirche mit den Aufgaben, Luthers Theologie unter den gegenwärtigen Bedingungen in Theologie, Kirche und Gesellschaft auf verschiedene Weise wissenschaftlich darzustellen. Der Verein wurde am 7. August 1932 in Sondershausen gegründet. Sitz der Akademie ist seit 2003 Ratzeburg.

## Gründung
Durch die politischen Verhältnisse und neuen Ideologien am Anfang des 20. Jahrhunderts sah sich die lutherische Kirche in Deutschland aufgerufen, das Christentum, insbesondere das Luthertum, zu stärken. In dieser Absicht wurde daher 1909 in Wernigerode das „Apologetische Seminar“ gegründet. An diesen alljährlichen Hochschultagen zu wissenschaftlichen Themen des Luthertums zeigten Teilnehmer aus den nordischen Ländern zunehmend Interesse. Diese Entwicklung führte dazu, dass unter dem Namen „Luther-Akademie“ als Institution eine feste Bleibestätte gesucht wurde, die den wachsenden Aufgaben gerecht werden sollte. Die Thüringische Landesregierung erklärte sich bereit, einen Teil des Sondershäuser Schlosses zu vermieten.
Die Entscheidung für Sondershausen wurde in der Festschrift zur Eröffnung der Akademie am 7. August 1932 unter anderem wie folgt begründet: „Die Stadt Sondershausen liegt im Mittelpunkt Deutschlands… andererseits liegt die Stadt in einer landschaftlich überaus reizvollen Gegend zwischen Harz, Kyffhäuser und Thüringer Wald. Die Stadt selbst bietet als frühere Residenz des Fürstentums Schwarzburg-Sondershausen und als Sitz von vier höheren Schulen alle Vorzüge einer geistig anregenden deutschen Kleinstadt. Das Schloß selbst liegt in der Nähe von großen, schönen Wäldern auf einem Hügel über der Stadt, umgeben von einem 100 Morgen großen Park…“
An der feierlichen Eröffnung unter den Klängen des Loh-Orchesters nahmen führende Vertreter des weltweiten Luthertums teil. Über dem Schloss wehten schwedische und dänische Flaggen und die deutsche Kirchenfahne. Vier deutsche Professoren und sieben ausländische Dozenten sprachen in einer voll besetzten Halle zu den Gästen. Zum ersten Vorsitzenden der Luther-Akademie wurde der schwedische Erzbischof Erling Eidem aus Uppsala gewählt.
Der Akademie wurden im Westflügel des Schlosses 30 Räume zur Verfügung gestellt, dazu ein großer Hörsaal, eine Bibliothek, ein Lesezimmer und Arbeitsräume. Im zweiten Obergeschoss des Schlosses lagen die Wohnung des Geschäftsführers und die Zimmer für die vortragenden Professoren.
 Die vorher ins Auge gefasste Gründung einer internationalen theologischen Fakultät wurde verworfen, da diese im Vergleich zu anderen Fakultäten einen schweren Stand haben würde und man so auf die Festeinstellung von Professoren verzichten konnte.

## Aufgaben
Zum Tätigkeitsbereich gehörten:

- jährliche mehrwöchige Lehrkurse für lutherische Theologen aus verschiedenen Ländern (im Juli oder August),

- die Ausrichtung einer christlichen Hochschultagung (jeweils in den Oktoberferien),

- Freizeiten für Innere Mission, Diasporalpflege und Religionspädagogik.
Von 1932 bis 1943 konnten jährlich die gestellten Aufgaben erfüllt werden.
Zu den Hochschultagen gab es während dieser Zeit Sonderstempel der Post, die das Schloss Sondershausen sowie den Hinweis „Hochschultagung der Luther-Akademie“ zeigten (im Jahr 1943 stattdessen „Studiengang der Luther-Akademie“).

## Nationalsozialismus und Deutsche Demokratische Republik
Beide Regime versuchten, die Akademie für ihre Zwecke einzusetzen. Besonders schwierig war es in der Zeit von 1933 bis 1945, sich in der Rassenfrage nicht auf unchristliche Positionen drängen zu lassen. Eine weitere Schwierigkeit kam hinzu durch die Spaltung der Kirche in Deutschchristen und Bekennende Kirche. Prägende Theologen für die Akademie waren Carl Stange (1870–1959) und Rudolf Hermann (1887–1962).
Im August 1942 tagte die Akademie zum letzten Mal in Sondershausen. Nach 1945 wurde die Arbeit im Westen und in Mitteldeutschland wieder aufgenommen. Die Tagungsorte wechselten. Berichte erschienen ab 1951 als Nachrichten der Luther-Akademie (Östliches Kirchengebiet), wurden aber öffentlich wenig wahrgenommen. Das 60-jährige Jubiläum der Akademie 1992 wurde nun wieder auch in der Presse und von offizieller Seite gewürdigt.

## Ratzeburg
In der Bundesrepublik entstand infolge der Teilung Deutschlands und den weiterhin guten Kontakten zu den skandinavischen Theologen 1975 in Ratzeburg die „Luther-Akademie e. V. Ratzeburg“ mit Sitz auf dem Domhof. Erster Präsident war Joachim Heubach; von 2000 bis 2003 war Friedrich-Otto Scharbau Präsident.

## Vereinigung
Während einer internationalen Tagung der Sondershäuser und der Ratzeburger Akademie in Neuendettelsau vom 9. April bis zum 11. April 2000 wurde der Beschluss zur Vereinigung gefasst. Beide Vereine waren kirchlich-theologisch der lutherischen Reformation verpflichtet und sahen ihre Zusammenarbeit mit den nordischen Kirchen in ökumenischer Verantwortung. Nachdem der Verschmelzungsvertrag am 25. Juni 2003 geschlossen und die Zustimmung beider Mitgliederversammlungen eingeholt worden war, trägt die Akademie seit Herbst 2003 den Namen Luther-Akademie Sondershausen-Ratzeburg e. V.  mit Sitz in Ratzeburg.
Gegenwärtiger (2014) Präsident ist Hans-Christian Knuth.

## Gemeinsame Aufgaben
Die Akademie stellt sich die Aufgaben,

- das lutherische Glaubens- und Weltverständnis wissenschaftlich zu pflegen,

- sich mit den geistigen Strömungen der Gegenwart auseinanderzusetzen,

- den Dialog über gesellschaftliche, humane und religiöse Werte zu führen,

- die weltweite Zusammenarbeit, insbesondere mit den nordischen Kirchen, zu fördern.

Diesen Zielen dienen,

- jährliche Arbeitstagungen,

- Fachtagungen mit zusammenhängenden Wissensgebieten,

- Seminare für Theologiestudenten und für Vikare sowie Pastoren in den ersten Amtsjahren,

- Veröffentlichungen von Arbeiten und Tagungsergebnissen zur Geschichte und Theologie des Luthertums.
Der Verein zählt über 200 Mitglieder und gliedert sich in die Mitgliederversammlung, den Vorstand und das Kuratorium. Der Vereinsvorsitzende ist der Präsident der Luther-Akademie. Als wissenschaftlicher Leiter der Akademie fungiert der Vorsitzende des Kuratoriums.
Der Verein finanziert sich durch Mitgliedsbeiträge, Spenden und andere Zuwendungen.